# Louis-François Ribié
Louis-François Ribié  (llamado también César Ribié; París, 15 de marzo de 1758 - Basse-Terre, 30 de septiembre de 1821) fue un actor, dramaturgo y director de teatro francés.
Hijo de un titiritero en las ferias de Saint-Germain y de Saint-Laurent, sigue la carrera de su padre desde los dieciséis años, socio de otro circense llamado Second, y de Jeanne-Élisabeth Nécard, que más tarde se convertirá en su mujer. Ribié entra en 1776 con Jean-Baptiste Nicolet en el Théâtre des Grands-Danseurs du Roi, donde se queda hasta 1787. Allí interpreta un gran número de papeles y empieza a escribir obras a gran escala. 
Tras dejar a Nicolet en 1787, Ribié se pone al frente de una compañía de teatro que se embarca rumbo a Santo Domingo; la empresa dura un año y Ribié vuelve a París en 1788. En 1789, se une al movimiento revolucionario y es uno de los asaltantes de la Bastilla. Ese logro le otorgará el título de capitán de la Guardia Nacional. A pesar de esa distinción, Ribié se va de París y se embarca de nuevo en un viaje a las Islas: tras una escala corta en Martinica, vuelve a Santo Domingo, donde actúa de julio a septiembre de 1791.
De vuelta a Francia, abre en Ruan el Théâtre de la République y se casa en segundas nupcias con Marie-Denuse Forest, el 9 de mayo de 1793. Vuelve a París en 1795 y Nicolet le confía la dirección de su teatro, que había pasado a ser, mientras tanto, el Théâtre de la Gaîté.
Sin embargo, su empresa va de fracaso en fracaso y Ribié huye de sus acreedores parisinos para recorrer la provincia; tanto en Lyon, Marsella, Béziers y otros lugares, todas sus tentativas de dirección son efímeras. La única que dura es la del Teatro Real de la Moneda en Bruselas, que Ribié dirige de 1799 a 1801, o sea dos temporadas completas.
Al regresar a París en 1805, retoma la dirección del Théâtre de la Gaîté, que conserva hasta 1808, cuando pierde un juicio contra la viuda Nicolet.
El resto de su historia es más oscuro: tras una corta dirección en Lyon y en el Théâtre de la Porte-Saint-Martin (1810-1812), Ribié desaparece de la escena teatral. Muere en Guadalupe donde había vuelto hacia 1816, olvidado por todos.
- Datos: Q3260508
- Multimedia: Louis-François Ribié / Q3260508